# NGC 1880
NGC 1880 (другое обозначение — ESO 56-EN82) — эмиссионная туманность в созвездии Золотой Рыбы, расположенная в Большом Магеллановом Облаке. Поскольку в туманности находится много ярких звезд, то объект иногда относят к звездным скоплениям, а иногда к звездным ассоциациям. Открыта Джеймсом Данлопом в 1826 году. Описание Дрейера: «4-е скопление в группе», под остальными тремя подразумеваются NGC 1872, 1876, 1877. Возраст туманности составляет около 1,3 миллиона лет, она является частью более крупной области звездообразования N113.
Этот объект входит в число перечисленных в оригинальной редакции «Нового общего каталога».